# Thelonious Monk
Thelonious Sphere Monk (Rocky Mount, Carolina del Norte, 10 de octubre de 1917-Weehawken, Nueva Jersey, 17 de febrero de 1982) fue un pianista y compositor estadounidense de jazz.
Su estilo interpretativo y compositivo, formado plenamente en 1947, apenas varió en los 25 años siguientes. Pianista fundador del bebop, tocó también bajo el influjo del hard bop y del jazz modal. Es conocido por su estilo único de improvisación, así como por haber compuesto varios estándares de jazz como "'Round Midnight", "Straight No Chaser", "52nd Street Theme" y "Blue Monk". Monk es el segundo compositor de jazz con más grabaciones después de Duke Ellington.
Las composiciones e improvisaciones de Monk presentan disonancias y giros melódicos angulares y son coherentes con su aproximación poco ortodoxa del piano, que combinaba un ataque altamente percusivo con un uso abrupto y dramático de la liberación de teclas cambiadas, silencios y vacilaciones.
Monk era conocido por su aspecto distintivo, que incluía trajes, sombreros y gafas de sol. También era conocido por un hábito idiosincrásico durante sus presentaciones: mientras otros músicos seguían tocando, Monk se detenía, se levantaba y bailaba durante unos momentos antes de volver al piano.
Monk es uno de los cinco músicos de jazz que han aparecido en la portada de la revista Time (los otros son Louis Armstrong, Dave Brubeck, Duke Ellington y Wynton Marsalis).

## Biografía
Nacido en Rocky Mount (Carolina del Norte), su familia se trasladó poco después a Manhattan, en Nueva York; en ese apartamento viviría hasta el final de sus días. Comenzó a tocar el piano a la edad de seis años y, aunque recibió alguna educación musical, fue esencialmente un autodidacta; sus primeras influencias fueron dos de los grandes pianistas de corte stride, James P. Johnson y Willie "The Lion" Smith. Durante su adolescencia comenzó a trabajar en algunos rent parties tocando el órgano y el piano en la iglesia bautista. Estudió en el instituto Stuyvesant, si bien nunca llegó a graduarse.
En 1935, decidió irse de viaje a recorrer el mundo acompañando con el piano a un predicador evangelista. Después de dos años, regresó a su ciudad y formó su propio cuarteto, actuando en diversos clubes hasta que en 1941 el baterista Kenny Clarke lo eligió como pianista de la casa para tocar en el Minton's Playhouse, el legendario club de Harlem en el que se engendraría el bebop. Su estilo en la época es descrito como "hard-swinging", con marcadas influencias de Art Tatum, Duke Ellington, James P. Johnson y otros pianistas.
Durante su estancia en Minton's, Monk fue perfeccionando su estilo único, participando en sesiones llamadas "cutting competitions", con los más renombrados solistas de la época. Durante esos años, Monk entró en contacto con músicos como Dizzy Gillespie, Charlie Parker, Miles Davis, Sonny Rollins, Milt Jackson y John Coltrane, que estaban sentando las bases del bebop. En 1944 realizó sus primeras grabaciones con el Coleman Hawkins Quartet. En 1947 grabó por primera vez como líder de su propia banda, y publicó su LP de debut, Genius of Modern Music, Vol. 1, que mostraba su talento tanto para la composición como para la improvisación. Ese mismo año se casó con Nellie Smith, y en 1949 el matrimonio tuvo un hijo, T.S. Monk, que sería baterista de jazz. Su hija Barbara nació en 1953. 
En agosto de 1951, fue arrestado por la policía de Nueva York, acusado de posesión de narcóticos, pues se negó a denunciar a su amigo, el también pianista Bud Powell, al que presumiblemente pertenecía la droga. Se le retiró el permiso para actuar en locales nocturnos en que se despachase alcohol (una autorización, el "New York City Cabaret Card", que era expedida por la policía). Pasó la primera mitad de los años 50 componiendo, grabando discos y actuando en teatros y giras fuera de la ciudad. 
Tras grabar varios discos para Blue Note entre 1947 y 1952, firmó un contrato con Prestige, para la que grabó entre 1952 y 1954 algunos de sus discos más importantes, incluyendo colaboraciones con el saxofonista Sonny Rollins y con el baterista Art Blakey. El productor Orrin Keepnews, de Riverside Records, le persuadió de que grabase un disco con temas de Duke Ellington y otro con estándares, para que su música se hiciese más accesible al público medio de jazz. En 1956 grabó el clásico Brilliant Corners y a partir del año siguiente los cambios en su vida se sucedieron.
Monk fue contratado por el Five Spot y allí formaría parte de un cuarteto que contaría con el saxofonista John Coltrane. Como consecuencia de estas actuaciones, la crítica y el público de jazz lo reconocerían por fin como un maestro. El hasta entonces carácter único de su música, que tan difícil era de asumir por una audiencia que tenía como modelo a Bud Powell, se convirtió en 1957 en un motivo de admiración. De repente, Monk se convirtió en una celebridad y su estatus no cambiaría hasta el final de su carrera. 
En 1959, su cuarteto contó con la participación del saxofonista tenor Johnny Griffin en 1959 apareció con una orquesta en el Town Hall; en 1962 firmó con Columbia y dos años después fue portada de la revista Time. Un segundo concierto con orquesta fue celebrado en 1962, resultando mejor que el primero, por lo que Monk estaría constantemente de gira durante los años sesenta con su cuarteto, ahora con el tenor Charlie Rouse. 
Tocó con los Giants of Jazz durante 1971-1972, y en 1973, repentinamente, se retiró. 

### 1971–1982: Vida posterior y fallecimiento
Monk desapareció de la escena a mediados de los años 70 por motivos de salud y sólo hizo un pequeño número de apariciones durante la última década de su vida. Sus últimas grabaciones de estudio como líder se realizaron en noviembre de 1971 para el sello inglés Black Lion, casi al final de una gira mundial con los Giants of Jazz, un grupo que incluía a Gillespie, Kai Winding, Sonny Stitt, Al McKibbon y Art Blakey. El bajista McKibbon, que conocía a Monk desde hacía más de veinte años y tocó en su última gira en 1971, dijo más tarde: "En esa gira, Monk dijo unas dos palabras. Quiero decir, literalmente, tal vez dos palabras. No dijo 'Buenos días', 'Buenas noches', '¿Qué hora es? Nada. Por qué, no sé. Mandó a decir después de que la gira terminara que la razón por la que no podía comunicarse o tocar era que Art Blakey y yo éramos muy feos". Una faceta diferente de Monk se revela en la biografía de Lewis Porter, John Coltrane: His Life and Music; Coltrane afirmó allí que: "Monk es exactamente lo contrario de Miles [Davis]: habla de música todo el tiempo, y tiene tantas ganas de que entiendas eso que si, por casualidad, le preguntas algo, se pasará horas si es necesario para explicártelo". Blakey cuenta que Monk era excelente tanto en el ajedrez como en las damas.
El documental Thelonious Monk: Straight, No Chaser (1988) atribuye el peculiar comportamiento de Monk a una enfermedad mental. En el documental, el hijo de Monk dice que su padre a veces no le reconocía, e informa que Monk fue hospitalizado en varias ocasiones debido a una enfermedad mental no especificada que empeoró a finales de la década de 1960. Nunca se publicaron informes ni diagnósticos, pero Monk solía mostrarse emocionado durante dos o tres días, y luego bajaba el ritmo durante días, tras lo cual se retraía y dejaba de hablar. Los médicos recomendaron la terapia electroconvulsiva como opción de tratamiento para la enfermedad de Monk, pero su familia no lo permitió; en su lugar se recetaron antipsicóticos y litio. Existen otras teorías: Leslie Gourse, autor del libro Straight, No Chaser: The Life and Genius of Thelonious Monk (1997), reportó que al menos uno de los psiquiatras de Monk no encontró pruebas de depresión maníaca (trastorno bipolar) ni de esquizofrenia. Otro médico sostiene que a Monk se le diagnosticó erróneamente y se le recetaron fármacos durante su estancia en el hospital que podrían haberle causado daños cerebrales.
Mientras su salud declinaba, Monk pasó sus últimos seis años como huésped en  Weehawken, Nueva Jersey, en la casa dede su antigua mecenas y amiga, Pannonica de Koenigswarter, que cuidó de Monk durante su última enfermedad. La mujer demostró ser una presencia inquebrantable, al igual que su propia esposa Nellie, especialmente cuando su vida se sumió en un mayor aislamiento. Monk no tocó el piano durante este tiempo, aunque había uno en su habitación, y hablaba con pocos visitantes. Murió de un derrame cerebral el 17 de febrero de 1982 y fue enterrado en el cementerio de Ferncliff, en Hartsdale, Nueva York.

## Técnica y estilo de interpretación
Monk dijo una vez: "El piano no tiene notas equivocadas." Según el autor de Bebop: The Music and Its Players, Thomas Owens, "el toque de piano habitual de Monk era áspero y percusivo, incluso en las baladas. A menudo atacaba el teclado de nuevo para cada nota, en lugar de esforzarse por mostrar cualquier apariencia de legato. A menudo, segundos aparentemente no intencionales adornan sus líneas melódicas, dando el efecto de alguien que toca con guantes de trabajo. [...] Tocaba las teclas con dedos que mantenía planos en lugar de con una curva natural, y mantenía los dedos libres bien por encima de las teclas. [...] A veces tocaba una sola tecla con más de un dedo, y dividía las melodías de una sola línea entre las dos manos." En contraste con esta aproximación poco ortodoxa de tocar, podía tocar ejecuciones y arpegios con gran velocidad y precisión. También tenía una buena independencia de los dedos, lo que le permitía tocar una línea melódica y una vibración simultáneamente en la mano derecha. El estilo de Monk no era universalmente apreciado. Por ejemplo, el poeta y crítico de jazz Philip Larkin lo describió como "el elefante sobre el teclado."
Monk utilizaba a menudo partes de escalas de tonos enteros, tocadas de forma ascendente o descendente, y que abarcaban varias octavas. También realizaba largas improvisaciones con sextas paralelas (también las utilizaba en los temas de algunas de sus composiciones). Sus solos también presentan espacios y notas largas. Inusualmente para un pianista basado en el bebop, como acompañante y en sus actuaciones en solitario solía emplear un patrón de stride con la mano izquierda. Otra característica de su obra como acompañante era su tendencia a dejar de tocar, dejando al solista solo con el bajo y la batería como apoyo. Monk tenía una especial predilección por la tonalidad de si bemol. Todas sus numerosas composiciones de blues, como "Blue Monk", "Misterioso", "Blues Five Spot" y "Functional", fueron compuestas en si bemol; además, su tema distintivo, "Thelonious", consiste en gran medida en un tono de si bemol repetido incesantemente.

## Discografía
- After Hours at Minton's (1943)
- Genius Of Modern Music: Volume 1 (1947-1948)
- Genius Of Modern Music: Volume 2 (1947-1952)
- Thelonious Monk Trio (1952)
- Monk (1953)
- Thelonious Monk and Sonny Rollins (1953)
- Thelonious Monk plays the Music of Duke Ellington (Riverside Records) (1955)
- The Unique Thelonious Monk (1956)
- Brilliant Corners (1957)
- Thelonious Himself (1957)
- Thelonious Monk with John Coltrane (1957)
- Art Blakey's Jazz Messengers with Thelonious Monk (1957)
- Monk's Music (1957)
- Mulligan Meets Monk (1957, with Gerry Mulligan)
- Blues Five Spot (1958)
- Thelonious in Action (1958)
- Misterioso (1958)
- Complete Live at The Five Spot ("Thelonious Monk Quartet" con John Coltrane) (1958)
- 5 by Monk by 5 (1958)
- Thelonious Alone in San Francisco (1958)
- The Thelonious Monk Orchestra at Town Hall (1959)
- Thelonious Monk at the Blackhawk (1960)
- Monk in France (1961)
- Monk's Dream (1962)
- Criss Cross (1962)
- Monk in Tokyo (1963)
- Miles and Monk at Newport (1963, con Miles Davis, no acreditado)
- Big Band and Quartet in Concert (1963)
- It's Monk's Time (1964)
- Monk. (1964)
- Solo Monk (1964)
- Live at the It Club (1964)
- Live at the Jazz Workshop (1964)
- Straight, No Chaser (1966)
- Underground (1967)
- Monk's Blues (1968)
- The London Collection

## Composiciones
(lista incompleta)
- Ask Me Now
- Ba-lue Bolívar Ba-lues-are
- Bemsha Swing (con Denzil Best)
- Blue Hawk
- Blue Monk
- Blue Sphere
- Blues Five Spot
- Boo Boo's Birthday
- Brake´s Sake
- Bright Mississippi
- Brilliant Corners
- Bye-Ya
- Children´s Song
- Coming On The Hudson
- Crepuscule With Nellie
- Criss Cross
- Epistrophy (con Kenny Clarke)
- Eronel (con Idrees Sulieman, Sadik Hakim)
- Evidence
- 52nd Street Theme
- Four in One
- Friday the 13th
- Functional
- Gallop´s Gallop
- Green Chimneys
- Hackensack
- Hornin´ In
- Humph
- I Mean You (con Coleman Hawkins)
- In Walked Bud
- Introspection
- Jackie-ing
- Let´s Call This
- Let's Cool One
- Light Blue
- Little Rootie Tootie
- Locomotive
- A Merrier Christmas
- Misterioso
- Monk's Dream
- Monk's Mood
- Monk´s Point
- North of the Sunset
- Nutty
- Off Minor
- Oska T.
- Pannonica
- Played Twice
- Raise Four
- Reflections
- Rhythm-A-Ning
- ´Round Midnight (con Cootie Williams. letras: Bernie Hanighen)
- Ruby, My Dear
- San Francisco Holiday
- Shuffle Boil
- Sixteen
- Skippy
- Something In Blue
- Straight, No Chaser
- Stuffy Turkey
- Teo
- Thelonious
- Think of One
- Trinkle-Tinkle
- Two Timer
- Ugly Beauty
- We See
- Well You Needn't (letras: Mike Ferro)
- Who Knows?
- Work